# نيكولاس بالويس
نيكولاس بالويس (19 سبتمبر 1987 في فرنسا - ) (بالفرنسية: Nicolas Pallois)‏ هو لاعب كرة قدم فرنسي في مركز الدفاع. لعب مع جيروندان بوردو وستاد لافال ونادي فالينسيان ونادي كاين ونادي نيور ونادي كويفيلي.

## وصلات خارجية
- نيكولاس بالويس على موقع الاتحاد الأوربي (الإنجليزية)
- نيكولاس بالويس على موقع إي إس بي إن إف سي (الإنجليزية)
- نيكولاس بالويس على موقع قاعدة بيانات كرة القدم.إي يو (الإنجليزية)
- نيكولاس بالويس على موقع ليكيب (الفرنسية)
- نيكولاس بالويس على موقع Soccerbase.com (لاعب) (الإنجليزية)
- نيكولاس بالويس على موقع Soccerway.com (الإنجليزية)
- نيكولاس بالويس على موقع عالم كرة القدم.نت (الإنجليزية)
- نيكولاس بالويس على موقع AS.com (الإسبانية)
- نيكولاس بالويس على موقع GSA (الإنجليزية)